# Koninklijke Beerschot Voetbalclub Antwerpen
Pour les articles homonymes, voir Beerschot.
Ne pas confondre avec le K Beerschot VAC, porteur du matricule 13, fondé en 1899 et disparu en 1999, ni avec le K Beerschot Antwerpen Club, anciennement Germinal Beerschot Antwerp (GBA) et Germinal Ekeren, porteur du matricule 3530, fondé en 1920 et disparu en 2013.
 (octobre 2020).
Si vous disposez d'ouvrages ou d'articles de référence ou si vous connaissez des sites web de qualité traitant du thème abordé ici, merci de compléter l'article en donnant les références utiles à sa vérifiabilité et en les liant à la section « Notes et références ».
 (avril 2022).
La mise en forme du texte ne suit pas les recommandations de Wikipédia : il faut le « wikifier ».
Les points d'amélioration suivants sont les cas les plus fréquents. Le détail des points à revoir est peut-être précisé sur la page de discussion.
- Les titres sont pré-formatés par le logiciel. Ils ne sont ni en capitales, ni en gras.
- Le texte ne doit pas être écrit en capitales (les noms de famille non plus), ni en gras, ni en italique, ni en « petit »…
- Le gras n'est utilisé que pour surligner le titre de l'article dans l'introduction, une seule fois.
- L'italique est rarement utilisé : mots en langue étrangère, titres d'œuvres, noms de bateaux, etc.
- Les citations ne sont pas en italique mais en corps de texte normal. Elles sont entourées par des guillemets français : « et ».
- Les listes à puces sont à éviter, des paragraphes rédigés étant largement préférés. Les tableaux sont à réserver à la présentation de données structurées (résultats, etc.).
- Les appels de note de bas de page (petits chiffres en exposant, introduits par l'outil «  Source ») sont à placer entre la fin de phrase et le point final[comme ça].
- Les liens internes (vers d'autres articles de Wikipédia) sont à choisir avec parcimonie. Créez des liens vers des articles approfondissant le sujet. Les termes génériques sans rapport avec le sujet sont à éviter, ainsi que les répétitions de liens vers un même terme.
- Les liens externes sont à placer uniquement dans une section « Liens externes », à la fin de l'article. Ces liens sont à choisir avec parcimonie suivant les règles définies. Si un lien sert de source à l'article, son insertion dans le texte est à faire par les notes de bas de page.
- La présentation des références doit suivre les conventions bibliographiques. Il est recommandé d'utiliser les modèles {{Ouvrage}}, {{Chapitre}}, {{Article}}, {{Lien web}} et/ou {{Bibliographie}}. Le mode d'édition visuel peut mettre en forme automatiquement les références.
- Insérer une infobox (cadre d'informations à droite) n'est pas obligatoire pour parachever la mise en page.

Pour une aide détaillée, merci de consulter Aide:Wikification.
Si vous pensez que ces points ont été résolus, vous pouvez retirer ce bandeau et améliorer la mise en forme d'un autre article.
Maillots
Actualités
Dernière mise à jour : 20 mai 2021.
Le Koninklijke Beerschot Voetbalclub Antwerpen  est un club de football belge basé à Wilrijk, section de la ville d'Anvers.
Fondé en 1921, ce club est porteur du matricule numéro 155. En décembre 2018, il se voit autorisé à reprendre le matricule numéro 13 du Koninklijke Beerschot Voetbal en Athletiek Club, disparu en 1999. Ses couleurs sont le mauve et le blanc. Il évolue en Division 1A lors de la saison 2024-2025.
La dénomination de ce club change en juillet 2013 quand, à la suite de la faillite du « Beerschot » (matricule 3530), un collectif de supporteurs se bat pour maintenir le nom « Beerschot ». Les membres de ce collectif s'engagent à soutenir le club qui l'accueille.
De 1993 à 2013 le club porte la dénomination de « Koninklijke Football Club Olympia Wilrijk » après une fusion entre le « KFC Wilrijk » et l'« Olympia Wilrijk '72 ».

## Historique
- 1921 : Fondation de Football Club Wilrijk.
- 1921 : 18/06/1921, Football Club Wilrijk s'affilie à l'URBSFA.
- 1926 : Football Club Wilrijk accède pour la première fois aux séries nationales.
- 1926 : Football Club Wilrijk se voit attribuer le matricule 155.
- 1950 : 09/11/1950, Football Club Wilrijk (155) est reconnu Société royale et devient le nom de Koninklijke Football Club Wilrijk (155).
- 1972 : 24/02/1972, Fondation de 'Olympia Wilrijk '72 qui s'affilie à l'URBSFA et reçoit le matricule 7727.
- 1993 : 01/07/1993, Koninklijke Football Club Wilrijk' (155) fusionne avec Olympia Wilrijk '72 (7727) pour former le Koninklijke Football Club Olympia Wilrijk (matricule 155).
- 1994 : Koninklijke Football Club Wilrijk (155) retrouve les séries nationales après une absence de 45 ans.
- 2010 : Koninklijke Football Club Wilrijk (155) est relégué en séries provinciales.
- 2013 : Koninklijke Football Club Wilrijk (155) change son appellation et devient Football Club Olympia Beerschot Wilrijk (155).
- 2018 : 20/12/2018, l'URBSFA accepte (en échange de 40 000 €) de laisser Football Club Olympia Beerschot Wilrijk (155) reprendre le matricule 13 du Koninklijke Beerschot Voetbal-en-Atletiek Club disparu en 1999.
- 2019 : 07/06/2019, l'URBSFA autorise le Football Club Olympia Beerschot Wilrijk (13) a adopter l'appellation Beerschot Voetbalclub Antwerpen (13).

## Sauvegarde du nom «Beerschot»
Le 31 mai 2013 marque la fin du feuilleton qui secoue et passionne le football anversois depuis plusieurs semaines. Le K. FC Olympia Wilrijk change de nom pour la saison suivante et prend l'appellation de K. FC Olympia Beerschot-Wilrijk.
La genèse de toute l'histoire se trouve dans la faillite confirmée du K. Beerschot AC (matricule 3530) qui évolue alors en Division 1. La disparition du cercle qui était à l'origine le FC Germinal Ekeren provoque beaucoup d'émoi parmi les supporters. Pour la majorité c'est un nouveau coup dur puisque le matricule 3530 est venu remplacer l'ancien Beerschot (matricule 13) disparu déjà pour cause de faillite en 1999.
Un « feuilleton-saga » débute fin mai 2013 lorsque de la fin des championnats.[pas clair] Nombre de bruits et rumeurs se succèdent, entrecoupés  de déclaration politiques. La ville d'Anvers, propriétaire du vénérable stade du Kiel, souhaitant trouver un nouvel occupant. Les clubs pressentis ou annoncés (Ostende, White Star Woluwe ou encore Boussu Dour) démentent très rapidement. Une information crée l'étonnement et la colère chez les supporters du club : SV Zulte-Waregem, alors tout récent vice-champion de Belgique. La quête d'un stade pour disputer des rencontres européennes rend l'information crédible. Des contacts  auraient eu lieu mais uniquement pour l'emploi du stade en Coupe d'Europe.  Un vrai déménagement est démenti. 
Finalement, deux possibilités subsistent : la première concerne le SK Sint-Niklaas (matricule 9462) descendant de D2 en D3, l'autre provient du K. FC Olympia Wilrijk qui évolue en P1 et vient de louper de peu la montée en Promotion (battu en finale des barrages anversois par le K. FC St-Job).
À l'instigation du collectif « Wij zijn Beerschot » (en français : Nous sommes le Beerschot) créé peu après la faillite du matricule 3530, un scrutin est organisé, parmi les supporters, le 30 mai 2013, afin de choisir entre les deux offres. Logiquement, c'est l'option St-Niklaas qui remporte le plus de suffrages afin de pouvoir jouer en D3. Mais dès le lendemain, le « projet » des fans s'écroule. La commune de St-Nicolas/Waes n'est pas d'accord de voir son club principal déménager vers Anvers. Pour rappel, deux ans plus tôt, le Red Star Waasland a quitté cette commune pour s'installer à Beveren. C'est donc vers Wilrijk que se tournent les sympathisants. L'appellation « Beerschot » va donc survivre sous le matricule 155. L'équipe première devrait évoluer à Wilrijk, mais émigrer vers le Kiel en cas de grandes affluences.
Le 24 mars 2014, le KFCO Beerschot Wilrijk est sacré champion de 1re provinciale (5e niveau) devant...près de 12 000 spectateurs.
Le club conquiert quatre titres consécutifs puisque s'ajoutent ceux de 2015 en « Promotion », de 2016 en « Division 3 » (sans montée à la suite de la réforme) et de 2017 en « D1 Amateur ».
En 2017-2018, le cercle ramène le vocable « Beerschot » au sein du football professionnel belge.
Après le dernier match de la saison 2018-2019 disputé contre le KV Ostende, le club révèle un nouveau logo et le nouveau nom du club "(Koninklijke) Beerschot Voetbalclub Antwerpen".

## Personnalités
- Marc Brys - l'ex-entraîneur entre autres du Germinal Beerschot et du YR KV Mechelen porta le maillot du K. FCO Wilrijk de 1993 à 1997.
- Gunther van Handenhoven - l'ancien joueur entre autres de La Gantoise joua au K. FCO Wilrijk en 2009-2010.
- Wamberto - à plus de 35 ans, l'ancienne vedette de Seraing, du Standard et de l'Ajax effectua une "pige" au K. FCO Wilrijk en 2009-2010.

## Résultats dans les divisions nationales
Statistiques mises à jour le 3 décembre 2024 (terme de la saison 2023-2024)

### Bilan
| Niv | Divisions     | Jouées | Titres | TM Up | TM Down |
| --- | ------------- | ------ | ------ | ----- | ------- |
| I   | 1re nationale | 2      | 0      |       |         |
| II  | 2e nationale  | 7      | 1      | 1     |         |
| III | 3e nationale  | 13     | 3      |       |         |
| IV  | 4e nationale  | 14     | 2      | 1     |         |
| V   | 5e nationale  | 0      | 0      |       |         |
|     |               |        |        |       |         |
|     | TOTAUX        | 36     | 6      | 2     | 0       |

- TM Up : test-match pour départager des égalités, ou toutes formes de Barrages ou de Tour final pour une montée éventuelle.
- TM Down : test-match pour départager des égalités, ou toutes formes de Barrages ou de Tour final pour le maintien.

### Classements saison par saison
| Ordre               | Saison  | Nom du club               | Niveau                    | Classement final          | Remarques                 |
| ------------------- | ------- | ------------------------- | ------------------------- | ------------------------- | ------------------------- |
| 1                   | 1926-27 | FC Wilrijk                | Promotion (D3) série A    | 12e/14                    | Relégué                   |
| séries régionales   |         |                           |                           |                           |                           |
| 2                   | 1931-32 | FC Wilrijk                | Promotion (D3) série A    | 7e/14                     |                           |
| 3                   | 1932-33 | FC Wilrijk                | Promotion (D3) série B    | 12e/14                    | Relégué                   |
| séries régionales   |         |                           |                           |                           |                           |
| 4                   | 1935-36 | FC Wilrijk                | Promotion (D3) série C    | 3e/14                     |                           |
| 5                   | 1936-37 | FC Wilrijk                | Promotion (D3) série B    | 1er/14                    | Champion et promu         |
| 6                   | 1937-38 | FC Wilrijk                | Division 1 (D2) série A   | 11e/14                    |                           |
| 7                   | 1938-39 | FC Wilrijk                | Division 1 (D2) série A   | 13e/14                    | Relégué                   |
|                     | 1939-41 | Compétitions interrompues | Compétitions interrompues | Compétitions interrompues | Compétitions interrompues |
| 8                   | 1941-42 | FC Wilrijk                | Promotion(D3) série B     | 2e/11                     |                           |
| 9                   | 1942-43 | FC Wilrijk                | Promotion (D3) série C    | 13e/15                    | Relégué                   |
| séries régionales   |         |                           |                           |                           |                           |
|                     | 1944-45 | Compétitions interrompues | Compétitions interrompues | Compétitions interrompues | Compétitions interrompues |
| 10                  | 1945-46 | FC Wilrijk                | Promotion(D3) série B     | 5e/19                     | [ saisons 1 ]             |
| 11                  | 1946-47 | FC Wilrijk                | Promotion(D3) série B     | 10e/18                    |                           |
| 12                  | 1947-48 | FC Wilrijk                | Promotion(D3) série C     | 3e/16                     |                           |
| 13                  | 1948-49 | FC Wilrijk                | Promotion(D3) série D     | 14e/16                    | Relégué                   |
| séries provinciales |         |                           |                           |                           |                           |
| 14                  | 1994-95 | K. FC Olympia Wilrijk     | Promotion série B         | 7e/16                     |                           |
| 15                  | 1995-96 | K. FC Olympia Wilrijk     | Promotion série B         | 3e/16                     |                           |
| 16                  | 1996-97 | K. FC Olympia Wilrijk     | Promotion série B         | 12e/16                    |                           |
| 17                  | 1997-98 | K. FC Olympia Wilrijk     | Promotion série B         | 4e/16                     |                           |
| 18                  | 1998-99 | K. FC Olympia Wilrijk     | Promotion série B         | 11e/16                    |                           |
| 19                  | 99-2000 | K. FC Olympia Wilrijk     | Promotion série B         | 3e/16                     | Tour final                |
| 20                  | 2000-01 | K. FC Olympia Wilrijk     | Promotion série B         | 9e/16                     |                           |
| 21                  | 2001-02 | K. FC Olympia Wilrijk     | Promotion série B         | 14e/16                    | Relégué                   |
| séries provinciales |         |                           |                           |                           |                           |
| 22                  | 2003-04 | K. FC Olympia Wilrijk     | Promotion série B         | 5e/16                     |                           |
| 23                  | 2004-05 | K. FC Olympia Wilrijk     | Promotion série B         | 5e/16                     |                           |
| 24                  | 2005-06 | K. FC Olympia Wilrijk     | Promotion série B         | 15e/16                    | Relégué                   |
| séries provinciales |         |                           |                           |                           |                           |
| 25                  | 2008-09 | K. FC Olympia Wilrijk     | Promotion série B         | 11e/16                    |                           |
| 26                  | 2009-10 | K. FC Olympia Wilrijk     | Promotion série B         | 15e/16                    | Relégué                   |
| séries provinciales |         |                           |                           |                           |                           |
| 27                  | 2014-15 | FCO Beerschot Wilrijk     | Promotion série C         | 1er/16                    | Champion et promu         |
| 28                  | 2015-16 | FCO Beerschot Wilrijk     | Division 3 série B        | 1er/19                    | Champion                  |
| 29                  | 2016-17 | FCO Beerschot Wilrijk     | Division 1 Amateur        | 1er/16                    | Champion et promu         |
| 30                  | 2017-18 | FCO Beerschot Wilrijk     | Division 1B               | 3e/8                      | Play-Offs 2               |
| 31                  | 2018-19 | FCO Beerschot Wilrijk     | Division 1B               | 2e/8                      | Play-Offs 2               |
| 32                  | 2019-20 | K Beerschot VA            | Division 1B               | 5e/8                      | Champion et promu         |
| 33                  | 2020-21 | K Beerschot VA            | Division 1A               | 9e/18                     |                           |
| 34                  | 2021-22 | K Beerschot VA            | Division 1A               | 18e /18                   | Relégué                   |
| 35                  | 2022-23 | K Beerschot VA            | Division 1B               | 4e/12                     |                           |
| 36                  | 2023-24 | K Beerschot VA            | Division 1B               | 1er/16                    | Champion et promu         |
| 37                  | 2024-25 | K Beerschot VA            | Division 1A               | .../16                    | Relégué                   |

## Effectif professionnel actuel
Le premier tableau liste l'effectif professionnel du Beerschot VA pour la saison 2025-2026. Le second recense les prêts effectués par le club lors de cette même saison.